# Louvie-Juzon
Louvie-Juzon település Franciaországban, Pyrénées-Atlantiques megyében. Lakosainak száma 1073 fő (2022. január 1.). Louvie-Juzon Arudy, Asson, Bielle, Bruges-Capbis-Mifaget, Castet, Izeste, Louvie-Soubiron, Lys, Sainte-Colome, Sévignacq-Meyracq és Ferrières községekkel határos.

## Népesség
A település népességének változása:
| Lakosok száma | 1089 | 1072 | 1093 | 1058 | 1049 | 1042 | 1052 | 1063 | 1073 |
|               | 2013 | 2015 | 2016 | 2017 | 2018 | 2019 | 2020 | 2021 | 2022 |